# Hausen ob Allmendingen
Hausen ob Allmendingen ist ein Ortsteil der Gemeinde Allmendingen im Alb-Donau-Kreis in Baden-Württemberg. Der Weiler liegt über dem Ostrand des Schmiechtals und ist über die Bundesstraße 492 zu erreichen.

## Geschichte
Hausen ob Allmendingen wird um 1220 erstmals überliefert. Der Ort gehörte zur Herrschaft Ehingen.

## Sehenswürdigkeiten
- Kapelle St. Cyrus, erbaut im 18. Jahrhundert